# Busque
Busque – miejscowość i gmina we Francji, w regionie Oksytania, w departamencie Tarn.
Według danych na rok 1990 gminę zamieszkiwały 552 osoby, a gęstość zaludnienia wynosiła 66 osób/km² (wśród 3020 gmin regionu Midi-Pireneje Busque plasuje się na 553. miejscu pod względem liczby ludności, natomiast pod względem powierzchni na miejscu 1216.).